# Куроярви (озеро, Калевальский район)
Куроярви — озеро на территории Юшкозерского сельского поселения Калевальского района Республики Карелия.

## Общие сведения
Площадь озера — 6,4 км², площадь бассейна — 20200 км². Располагается на высоте 89,2 метров над уровнем моря.
Форма озера продолговатая, вытянутая с северо-запада на юго-восток. Берега каменисто-песчаные, местами болотистые.

В северо-западную оконечность озера втекает безымянный ручей, текущий из озёр Шаммалампи и Нижоярви. С северо-востока впадает река Янгайоки. Через юго-восточную оконечность озера протекает река Кемь.
Вблизи северо-восточного берега расположен единственный небольшой остров без названия.
Населённые пункты близ озера отсутствуют. Ближайший — посёлок Новое Юшкозеро — расположен в 2 км к юго-востоку от озера.
Неподалёку от южного берега озера проходит автомобильная дорога местного значения 86К-4 («Кепа — Юшкозеро — Боровой — Костомукша»)
Код водного объекта в государственном водном реестре — 02020000911102000005735.